# 스펜서 볼드먼
스펜서 볼드먼(Spencer Boldman, 1992년 7월 28일 ~ )은 미국의 배우이다.

## 출연 작품
- 크루즈 (2018)
- 나쁜 이웃들 2 (2016)
- 21 점프 스트리트 (2012)